# Diastanillus
Diastanillus pecuarius és una espècie d'aranya araneomorfa de la subfamilia Erigoninae, dins de la família Linyphiidae.
Fou descrit per primera vegada per Eugène Louis Simon l'any 1926.
És l'únic membre del gènere monotípic Diastanillus.

## Distribució
Es pot trobar a Noruega, als Pirineus francesos i als Alps a la part austríaca.